# 207-ма піхотна дивізія (Третій Рейх)
207-ма піхотна дивізія (нім. 207. Infanterie-Division) — піхотна дивізія Вермахту, що входила до складу німецьких сухопутних військ на початку Другої світової війни. 15 березня 1941 року розформована та на її базі сформовані три дивізій охорони: 207-ма, 281-ша та 285-та.

## Історія
207-ма піхотна дивізія сформована 26 серпня 1939 року у Штаргарді у II військовому окрузі під час 3-ї хвилі мобілізації вермахту. На початок Другої світової війни дивізія входила до складу сил 4-ї армії генерал-полковника Гюнтера фон Клюге й виконувала завдання з охорони німецько-польського кордону в Померанії. З початком Польської кампанії діяла на напрямку Данцига, зіграла важливу роль у перерізанні Польського коридору ще в перші дні війни. До грудня 1939 року виконувала окупаційні функції в займаному регіоні Польщі. Згодом передислокована на Західний фронт, де включена до 18-ї армії генерала артилерії Георга фон Кюхлера. З 10 травня 1940 року з початком вторгнення німецького вермахту до країн Західної Європи наступала на Нідерланди. Під час Голландської кампанії штурмувала лінію Греббе. Потім діяла в резерві при блокуванні Дюнкерського плацдарму. У липні 1940 року більшість формувань дивізії розформовано, її кістяк перевели на навчальний центр Гросс Борн.
Взимку 1940—1941 років 207-му піхотну дивізію піддали розформуванню, а на її базі сформували три дивізій охорони: 207-му, 281-шу та 285-ту. З трьох піхотних полків залишився тільки один, 374-й. 368-й піхотний полк став частиною 281-ї, а 322-й полк увійшов до 285-ї дивізії охорони. 15 березня 1941 року процес формування завершився.

## Райони бойових дій
- Польща (вересень — грудень 1939);
- Німеччина (грудень 1939 — травень 1940);
- Нідерланди, Франція (травень — липень 1940);
- Німеччина (липень 1940 — березень 1941).

## Командування

### Командири
- генерал-майор Карл фон Тідеманн (нім. Karl von Tiedemann) (26 серпня 1939 — 15 березня 1941).

### Підпорядкованість
| Час       | Корпус                     | Армія       | Група армій (округ)  | Штаб                        |
| --------- | -------------------------- | ----------- | -------------------- | --------------------------- |
| 1939      |                            |             |                      |                             |
| вересень  | Grenz-Sicherungs-Abschnitt | 4-та армія  | Група армій «Північ» | Польща                      |
| грудень   | XXXIII Ком.ОПр             | 6-та армія  | Група армій «B»      | Вестфалія                   |
| 1940      |                            |             |                      |                             |
| січень    | X ак                       | 18-та армія | Група армій «B»      | Вестфалія                   |
| 10 травня | X ак                       | 18-та армія | Група армій «B»      | Нідерланди                  |
| 22 травня |                            |             | Резерв ОКГ           | Нідерланди/Дюнкерк          |
| 5 червня  | XXIX ак                    |             | Резерв ОКГ           | Франція                     |
| 1941      |                            |             |                      |                             |
| березень  |                            |             |                      | Навчальний центр Гросс Борн |

## Склад
| Вересень 1939                          |
| -------------------------------------- |
| 322-й піхотний полк                    |
| 368-й піхотний полк                    |
| 374-й піхотний полк                    |
| 207-й артилерійський полк              |
| 207-й протитанковий дивізіон           |
| 207-й розвідувальний батальйон         |
| 207-й інженерний батальйон             |
| 207-ме дивізійне управління постачання |
| 207-й дивізійний батальйон зв'язку     |